# Lopašov
Lopašov (in ungherese Felsőlopassó) è un comune della Slovacchia facente parte del distretto di Skalica, nella regione di Trnava.